# Hendrik Ketel

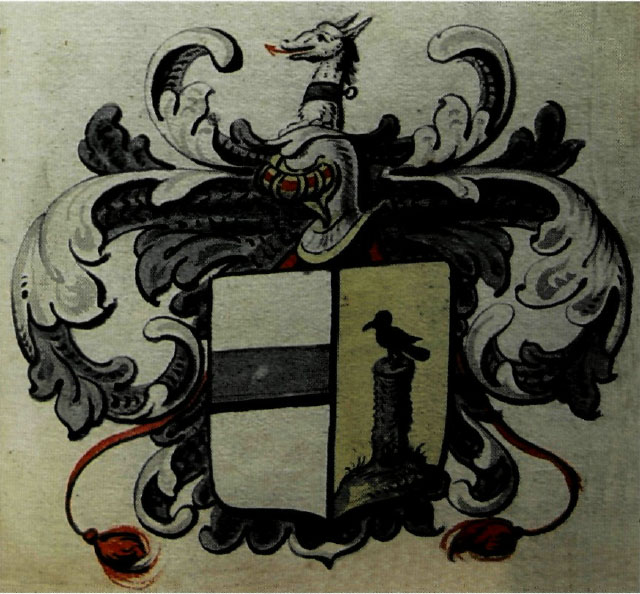
Alliantiewapen van Hindrik Ketel en Amalia Ravensberger

Hendrik Ketel (Meppel, ? - Anloo, 1668) was een Nederlandse schulte.
Ketel was afkomstig uit Meppel en was  een zoon van de schulte van Meppel Thijs Ketel. Hij trouwde aldaar op 7 februari 1642 met de uit Groningen afkomstige Anna Amalia Ravensberger, dochter van de hoogleraar theologie Hermann Ravensberger. Hij werd  in 1653 benoemd tot schulte van Anloo, Gieten en Zuidlaren. Na zijn overlijden in 1668 werd hij opgevolgd als schulte van Anloo, Gieten en Zuidlaren door zijn 18-jarige zoon Thijs.

## De financiële perikelen van de schultinne Amelia Ravensberg
Zijn weduwe raakte in financiële problemen en werd ondersteund door de diakonie van Anloo. Van 1675 tot 1686 probeerde zij haar schuld af te betalen. Maar zelfs na de verkoop van twee akkers bleef er een restschuld bestaan. Uiteindelijk vroeg zij in 1690 om ondersteuning bij drost en gedeputeerden van Drenthe. In 1696 meldde zij dit college, dat zij buiten haar schuld in soberen staat was komen te vervallen en dat ze voorzag haar ouderdom niet anders dan in grote verlegentheid te kunnen eindigen, welcke einde dog niet lange uitblijven kan. Haar schoondochter, de jonge schultinne van Anloo Hilligje Neeps, kwam in soortgelijke omstandigheden te verkeren.